# Valladolid
Valladolid je mesto v Španiji in glavno mesto avtonomne skupnosti Kastilija in Leon. V njem prebiva 309.714 ljudi (stanje 2013), zato je 13. najbolj naseljena občina in največje mesto v severozahodni Španiji. Metropolitansko območje šteje preko 400.000 ljudi in obsega 23 občin.
Mesto leži na sotočju rek Pisuerga in Esgueva in je obkroženo z vinorodnimi deželami: Ribera del Duero, Rueda, Toro, Tierra de León in Cigales. Njegovo ime je povezano z muslimanskim kalifom Al-Walidom I. iz 8. stoletja, ki je vladal Omajadskem kalifatu med letoma 705–715.
Valladolid so v predrimskih časih naseljevali keltsko ljudstvo Vakcejci in kasneje Rimljani. Bilo je majhno naselje, dokler ga ni leta 1072 zavzel kralj Alfonz VI. Kastiljski in podaril grofu Pedru Ansúrezu. V srednjem veku je postal sedež sodišča Kastilije, v njem so organizirali sejme in ustanavljali druge institucije kot kolegijsko cerkev, univerzo (1241), kraljevi dvor, avdienco in kraljevo kovnico. Katoliška monarha, Izabela I. Kastiljska in Ferdinand II. Aragonski sta se poročila v Valladolidu leta 1469 in ga postavila za prestolnico Kraljevine Kastilije in kasneje združene Španije. V Valladolidu je leta 1506 umrl Krištof Kolumb, Tu sta živela in delala pisatelja Francisco de Quevedo in Miguel de Cervantes. Mesto je bilo kratek čas, med 1601 in 1606, pod Filipom III., prestolnica habsburške Španije, preden se je za ta vrnila v Madrid. Mesto se je nato zmanjševalo do prihoda železnice v 19. stoletju in industrializacije v 20. stoletju.
Staro mestno jedro je sestavljeno iz različnih zgodovinskih hiš, palač, cerkva, trgov, drevoredov in parkov. Pomembni so: Narodni muzej kiparstva, Muzej sodobne umetnosti Patio Herreriano ali Orientalski muzej, kot tudi hiši José Zorrilla in Cervantesa, ki sta odprti kot muzej. Med dogodki, ki vsako leto potekajo v mestu, je Sveti teden, Valladolidski mednarodni filmski teden (Seminci -  Semana Internacional de Cine de Valladolid), Gledališki festival in ulična umetnost.

## Etimologija
Izvor imena ni poznan.
Obstaja več razlag: ena pravi, da ime Valladolid izhaja iz Keltiberske besede Vallis Tolitum (dolina voda), kar se nanaša na sotočje rek, druga pravi, da ime izhaja iz arabske besede Ballad Al-Walid (بلد الوليد), kar pomeni mesto Al-Walid in se nanaša na vladarja Al-Walida I.  Tretja je iz imena Vallisoletano, kar pomeni sončna dolina. To tezo podpirajo besedila iz srednjega veka, ki uporabljajo Vallisoletum, besedo, ki se še naprej uporablja v poznem 16. stoletju.
Ljudje mestu rečejo tudi Pucela, vendar tudi vzor tega vzdevka ni jasen; lahko bi se nanašal na viteze v službi Ivane Orleanske, znane kot La Pucelle; druga teorija pravi, da Pucela izhaja iz dejstva, da je bilo to edino špansko mesto, kjer se je dalo kupiti Pozolana cement.

## Zgodovina
Keltsko pleme Vakcejci so bili prvi ljudje s stalno prisotnostjo na področju srednje doline reke Duero, ki so za sabo pustili dokaze o svojem obstoju.
V bližini mesta so bili izkopani ostanki keltsko-iberskega in rimskega tabora. Jedro mesta se je prvotno nahajalo v območju sedanje četrti San Miguel y el Rosarillo in je bilo obdano s palisado. Najdeni so bili arheološki dokazi o obstoju treh starih linij sten.
V času mavrske vladavine v Španiji, so krščanski kralji preselili prebivalstvo tega območja na sever, da bi lažje branili območje in namerno ustvarili nikogaršnjo zemljo kot varovalni pas proti nadaljnjim osvajanjem Mavrov. Mavri so v 10. stoletju zavzeli Valladolid. 
Leta 1072 je kralj Alfonz VI. Kastiljski območje podaril grofu Pedru Ansúrezu. Zgradil je kolegij sv. Marije in cerkev La Antigua. V 12. in 13. stoletju je Valladolid hitro rasel, za kar gre zahvala komercialnim privilegijem, ki sta jih dodelila kralja Alfonz VIII. in Alfonz X., kakor tudi zaradi doseljevanja območja po Reonkvisti.
Leta 1469 sta se v mestu poročila kraljica Izabela I. Kastiljska in kralj Ferdinand II. Aragonski. Ddo 15. stoletja je bil Valladolid rezidenca Kastiljskih kraljev. Leta 1506 je v mestu umrl Krištof Kolumb v hiši, ki je zdaj muzej posvečen njemu. Med letoma 1601 in 1606 je ponovno postalo glavno mesto kraljestva, imenoval ga je Filip III. 
Mesto je bilo večkrat poškodovano zaradi poplav rek Pisuerga in Esgueva.
Kljub škodi povzročeni na starem mestnem jedru v času gospodarskega razcveta v 1960-tih, se še vedno ponaša z nekaj arhitekturnimi spomeniki: nedokončana stolnica, Plaza Mayor (Glavni trg), ki je bil model za trg v Madridu in druge trge v vsem nekdanjem španskem kraljestvu, Narodni muzej kiparstva, Cerkev svetega Pavla, ki vsebuje največjo špansko zbirko večbarvnih lesenih skulptur , Pravna fakulteta Univerze v Valladolidu, katere fasada je ena redkih ohranjenih del Narcisa Tome, Muzej znanosti v bližini reke Pisuerga, edina ohranjena hiša Miguela de Cervantesa in Stolnica Marijinega vnebovzetja.

## Podnebje
Na nadmorski višini 735 metrov ima mesto Valladolid mediteransko podnebje z elementi mrzlega polpuščavskega podnebja. Zime so mrzle in vetrovne zaradi nadmorske višine in lokacije ob rekah. Megla je zelo tipična. Pozimi je vedno tudi sneg in temperature pod lediščem. 
Temperaturna območja so lahko ekstremna, v Valladolidu je suho kot v španskih obalnih regijah, čeprav so manjše padavine vse leto. Povprečna letna količina padavin je 435 mm in povprečna letna relativna vlažnost je 65%. V zimskem času temperature zelo pogosto  padejo pod ledišče, tudi do -8 °C, medtem ko so v poletnih mesecih povprečne temperature 30,0 °C. Najnižja zabeležena temperatura v Valladolidu je bila -19 °C. Najvišja zabeležena temperatura je bila 40,2 °C 19. julija 1995.

## Glavne znamenitosti
Glavno mesto Kastilije in Leona ohranja v svojem starem delu mesta plemiške hiše in verske objekte.
- Ulica Regalado v zgodovinskem okrožju
- Stolnica v Valladolidu
- Cerkev San Pablo
- Cerkev San Benito

### Religiozne zgradbe
- nedokončana stolnica, ki jo je naročil kralj Filip II in zasnoval arhitekt Juan de Herrera v 16. stoletju, v manierističnem slogu, morda pod vplivom Michelangela. Cerkev je nedokončana zaradi finančnih težav, ladja ni bila odprta do 1668. Leta kasneje, leta 1730, je mojster Churriguera končal delo na glavni fasadi. V notranjosti stolnice je oltarno steno izdelal Juan de Juni leta 1562. Kompleks je povezan s Škofijskim muzejem, ki hrani rezbarije pripisane Gregorio Fernándezu in Juniju, kot tudi srebrno monštranco Ivane Orleanske.
- velika gotska cerkev San Benito, ki so jo zgradili benediktinci med letoma 1500 in 1515, z nenavadnim stolpom.
- cerkev San Miguel, starodavno jezuitska cerkev (sedaj župnnjiska cerkev), zgrajena konec 16. stoletja, ima nekaj oltarnih sten kiparja 17. stoletja Gregoria Fernándeza.
- fasada Dominikanske cerkve San Pablo, značilnost so gotski kipi in dekoracija, zgrajena okoli 1500.
- cerkev El Salvador s fasado, zgrajena okoli 1550, iz 15. stoletja flamski oltar in opečni stolp iz leta 17. stoletja.
- Cerkev Santiago ima oltar z upodobitvijo Čaščenje treh kraljev (1537), delo Berrugueteja in veliko baročno oltarno steno Sv. Jakoba, kot je običajno v Španiji.
- gotska cerkev Santa María la Antigua ima nenavaden piramidni romanski stolp iz 12. stoletja in gotsko svetišče iz 14. stoletja z vplivom stolnice v Burgosu.
- Convent Santa María la Real de las Huelgas, prvotno zgrajena okoli 1600, po španskih manierističnih vplivih
- Convento de Santa Ana, neoklasicistična stanovanjska stavba z različnimi slikami Francisca de Goye.
- cerkev San Juan de Letrán, ki se ponaša z baročno fasado, zgrajeno leta 1737. Ob tej zadnji cerkve je Monasterio de los Padres Filipinos, ki ga je zasnoval arhitekt Ventura Rodríguez, izdelan leta 1760.

### Druge zgradbe
Srce starega mesta je v 16. stoletju zgrajen Plaza Mayor, ki ga krasi kip grofa Ansúreza iz leta 1903. Na eni strani stoji Mestna hiša, eklektična stavba iz začetka 20. stoletja, okronana z  stolpom z uro. V bližnjih ulicah je palača Los Pimentel, danes sedež Pokrajinskega Sveta. To je ena izmed najpomembnejših palač, v njej se je rodil kralj Filip II. 21. maja 1527. Tu ej tudi Kraljeva palača (kjer sta rojena kralj Filip IV. Španski in kraljica Anna Francoska, mati Ludvika XIV.), palača Marquises z Valverde iz 16. stoletja in stvba bankirja Fabio Nellija s klasicistično noto iz leta 1576. Muzej Valladolid, ki je tudi v tem kompleksu, razstavlja zbirko pohištva, kipov, slik in keramičnih kosov datiranih od prazgodovine do danes.
Teatro Lope de Vega je gledališče zgrajeno v neoklasicističnem slogu leta 1861 in je sedaj zelo propada. Obstaja polemika ali naj mesto plača obnovo. 
Campo Grande, velik javni park se nahaja v središču mesta, sega v leto 1787.
Narodni muzej kiparstva ima mesto v San Gregorio kolidž, stavbi v flamsko gotskem slogu. Tu so razstavljeni večbarvni reliefi umetnikov, kot sta Alonso Berruguete ali Gregorio Fernández. Muzej sodobne španske umetnosti, ki se nahaja v Patio Herreriano, nekdanjem samostanu San Benito, hrani več kot 800 slik in skulptur iz 20. stoletja.
Univerza, katere baročna fasada je okrašena z različnimi akademskimi simboli in Santa Cruz kolidž, ki je tudi knjižnica, predstavlja enega od prvih primerov španske renesanse.
Mesto ohranja hiše, kjer so nekoč živeli veliki zgodovinski liki. To so:
- Casa de Cervantes, kjer avtor Don Kihota živel s svojo družino med letoma 1603 in 1606. V tej hiši je pisatelj končal svojo mojstrovino.
- Hiša Krištofa Kolumba - muzej je tam, kjer mislijo da je bila rezidenca genovskega navigatorja v zadnjih letih življenja. Danes palača kaže različne predmete in dokumente, povezane z odkritjem Amerike.
- V hiši, kjer je bil rojen José Zorrilla, so različni osebni premeti, pohištvo in dokumenti, ki so pripadali romantičnemu pisatelju.

- Pasaža Gutiérrez
- Cerkev San Juan de Letrán
- Naarodni muzej kiparstva
- Hiša Mantilla.
- Academia de Caballería
- Park Campo Grande

## Prebivalstvo
Ob popisu 2013 je bilo število prebivalcev v mestu Valladolid 309.714 in na celotnem mestnem območju  skoraj 420.000 (ocena). Najpomembnejše občine na urbanem območju so poleg Valladolida še Laguna de Duero in Boecillo na jugu, Arroyo de la Encomienda, Zaratan, Simancas in Villanubla na zahodu, Cigales in Santovenie de Pisuerga na severu, in Tudela de Duero in Cisterniga na vzhodu.
| Demografski razvoj Valladolid med 1991 in 2004 |         |         |         |
| 1991                                           | 1996    | 2001    | 2004    |
| 330 700                                        | 319 805 | 316 580 | 321 713 |
|                                                |         |         |         |

## Pobratena mesta
- Firence, Italija
- Lecce, Italija
- Lille, Francija
- Morelia, Mehika
- Orlando, Florida, ZDA

### Prijateljska mesta
- Ahmedabad, Indija
- Boston, ZDA
- Guadalajara, Jalisco, Mehika